# Mickey 17
Mickey 17 é um filme de ficção científica com elementos de humor negro, lançado em 2025, escrito, produzido e dirigido por Bong Joon Ho. A obra é baseada no livro Mickey7, de Edward Ashton, publicado em 2022. O filme é estrelado por Robert Pattinson no papel principal, ao lado de Naomi Ackie, Steven Yeun, Toni Collette e Mark Ruffalo. Ambientado no ano de 2054, a trama acompanha um homem que se junta a uma colônia espacial como um "Descartável" — um trabalhador substituível que é clonado sempre que morre.
Mickey 17 teve sua estreia mundial em Leicester Square, em Londres, no Reino Unido, em 13 de fevereiro de 2025, e foi lançado nos cinemas pela Warner Bros. Pictures em 28 de fevereiro na Coreia do Sul e, posteriormente, no Brasil e em Portugal em 6 de março. O filme recebeu críticas geralmente positivas, arrecadou 131 milhões de dólares mundialmente, mas foi considerado um fracasso de bilheteria.

## Enredo
Mickey Barnes e seu amigo Timo estão falidos após um fracasso nos negócios e fugindo de um agiota. Sem alternativas, eles se alistam como tripulantes de uma nave que deixa a Terra para colonizar o planeta Nilfheim — Timo como piloto e Mickey como um "Descartável". Como Descartável, Mickey é tratado como dispensável e recebe missões letais, pois, toda vez que morre, é "reimpresso" através de uma tecnologia de clonagem proibida na Terra. Durante a viagem, ele desenvolve um romance com Nasha Barridge, uma agente de segurança.
Ao chegarem ao planeta gelado Nilfheim, formas de vida nativas chamadas "creepers" impedem a colonização completa. Mickey 17, sua 17ª versão, tenta capturar um creeper para estudo, mas cai em uma fenda no gelo. Timo vê os creepers o cercando antes de partir e o declara morto. No entanto, os próprios creepers empurram Mickey 17 para fora da fenda, permitindo que ele retorne à nave.
Ao voltar para seus aposentos, Mickey 17 encontra sua substituição já em andamento: Mickey 18. Múltiplos clones são proibidos, e Kenneth Marshall, o político que administra a colônia, só pode usar a tecnologia de clonagem sob a condição de que, caso existam duplicatas, todas sejam exterminadas. Sabendo disso, o agressivo Mickey 18 tenta matar Mickey 17, que propõe um acordo para que ambos sobrevivam, alternando funções, refeições e até mortes. Mickey 18 é interrompido e sai com Nasha, enquanto Mickey 17 é levado para um jantar com Marshall, sua esposa Ylfa e a agente de segurança Kai. Durante o jantar, Mickey 17 tem uma reação adversa à carne experimental servida e ao uso de analgésicos experimentais.
Ao retornar para seus aposentos, Nasha já está ciente da duplicação e quer ajudá-los. Kai os flagra e sugere um acordo para compartilhar os Mickeys. Quando Mickey 18 descobre o que aconteceu no jantar, ele fica furioso e decide matar Marshall, sendo perseguido por Mickey 17 e Nasha. No entanto, durante uma cerimônia pública onde Marshall exibe uma rocha de Nilfheim, creepers emergem do objeto e interrompem a tentativa de assassinato. Um creeper é morto, outro capturado e os Mickeys, junto com Nasha, são presos. Logo, um enxame de creepers cerca a nave, chamando pelo seu companheiro detido.
Na cela, Mickey 17 percebe que os creepers não são hostis, o que faz Nasha reconsiderar sua abordagem. Quando o trio é levado perante Marshall e Ylfa, Nasha tenta defender os Mickeys, mas é ignorada. Marshall planeja exterminar os creepers com um gás nervoso recém-desenvolvido, mas, incentivado por Ylfa e seu assistente Preston, decide primeiro forçar os Mickeys a duelarem entre si. O vencedor poderá continuar vivo. No entanto, em vez de lutar, Mickey 17 e Mickey 18 buscam a mãe dos creepers, o que enfurece Marshall, que sai pessoalmente para matá-los.
Mickey 17 usa um dispositivo de tradução para alertar a mãe creeper sobre os planos de Marshall. Ela exige a devolução de seu filho sobrevivente e a morte de um humano como compensação pelo creeper que foi morto. Mickey 17 transmite essa mensagem para Nasha, que ataca Ylfa e resgata o creeper capturado. Alguns agentes de segurança também se rebelam contra Marshall e Ylfa. Nasha devolve o creeper à mãe, enquanto Mickey 18 ataca Marshall, matando-o em um assassinato-suicídio para cumprir a exigência da mãe creeper.
Seis meses depois, Nasha assume um cargo de liderança na colônia e comanda uma cerimônia oficial para estabelecer a colônia em Nilfheim. Durante o evento, Mickey 17 — agora chamado apenas de "Mickey Barnes" — detona o dispositivo de clonagem, encerrando simbolicamente o programa dos Descartáveis.

## Elenco
- Robert Pattinson como Mickey Barnes, um funcionário descartável em Nilfheim, atualmente em sua décima sétima (e depois, décima oitava) iteração.
- Naomi Ackie como Nasha Adjaya, uma agente de segurança, interesse amoroso de Mickey e namorada de um de seus clones anteriores.
- Steven Yeun como Timo, um piloto e amigo de infância de Mickey.
- Mark Ruffalo como Kenneth Marshall, um político egocêntrico com planos sinistros para Nilfheim.
- Toni Collette como Gwendolyn, a manipuladora e controladora esposa de Marshall.
- Holliday Grainger como Gemma.
- Anamaria Vartolomei como Kai Katz.
- Thomas Turgoose Soldado Bazooka.
- Angus Imrie como Shrimp Eyes.
- Cameron Britton como Arkady, chefe da equipe de ciência.
- Patsy Ferran como Dorothy
- Daniel Henshall como Preston, assistente pessoal de Kenneth Marshall.
- Steve Park como Agente Zeke, chefe da equipe de segurança.
- Tim Key como Pigeon Man.

## Produção

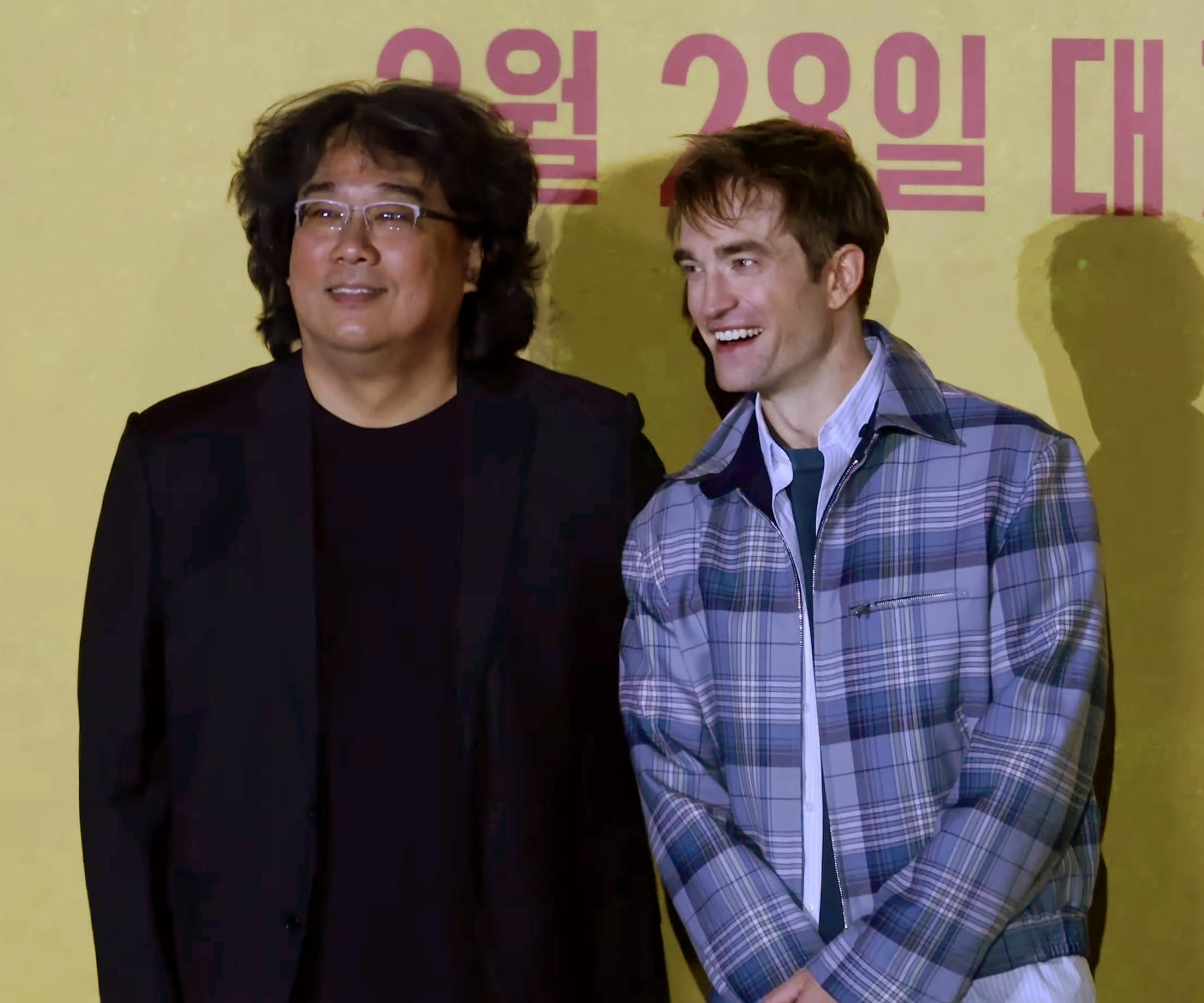
O diretor Bong Joon-ho com o protagonista Robert Pattinson em 2025 durante o lançamento do filme na Coreia do Sul

Uma adaptação cinematográfica do livro Mickey7, de Edward Ashton, foi anunciada antes mesmo de sua publicação, em janeiro de 2022, com Bong Joon-ho assumindo a escrita, direção e produção para a Warner Bros. Pictures, e Robert Pattinson em negociações para estrelar o filme. Charles Yu contribuiu com material literário adicional para a adaptação.
Bong Joon-ho se interessou pelos conceitos apresentados no livro, mas fez diversas alterações nos personagens, incluindo a modificação da personalidade de Mickey para torná-lo um pouco mais ingênuo. Ele escreveu o roteiro em 2021 com base em um rascunho inicial do livro e afirmou que nenhum dos personagens foi concebido como uma representação de políticos ativos.
Robert Pattinson foi a primeira escolha de Bong para interpretar um papel duplo, e o ator aceitou imediatamente a oferta. Pattinson improvisou várias falas como Mickey 18, um personagem que começa com uma personalidade agressiva e, ao longo da trama, evolui para alguém que deseja proteger Mickey 17.
Bong fez o storyboard de cada sequência antes das filmagens. Robert Pattinson ajudou a revisar parte do roteiro para adicionar "humor e expressões coloquiais que eu nunca teria encontrado de outra forma". Ele também baseou parte de sua atuação em Jim Carrey em Debi & Lóide, destacando semelhanças nas cenas de comédia física. Bong manteve o privilégio de corte final, apesar de um atraso na edição. Para diferenciar os dois principais Mickeys, Pattinson adotou sotaques distintos para cada um, comparando-os aos personagens Ren & Stimpy da animação de mesmo nome. Durante a leitura inicial do roteiro, ele imitou as vozes de Johnny Knoxville e Steve-O, do Jackass, mas Bong pediu que ele não fizesse a voz de Steve-O.
Robert Pattinson foi confirmado no elenco em maio de 2022, com Naomi Ackie, Toni Collette e Mark Ruffalo se juntando à produção. Em julho, Steven Yeun também foi escalado. Tim Key foi escolhido após uma ligação, já que Bong queria especificamente que ele interpretasse um determinado papel. As filmagens começaram em 2 de agosto de 2022, nos estúdios da Warner Bros. em Leavesden, e foram concluídas em dezembro do mesmo ano. A pós-produção foi finalizada em janeiro de 2023.

## Lançamento

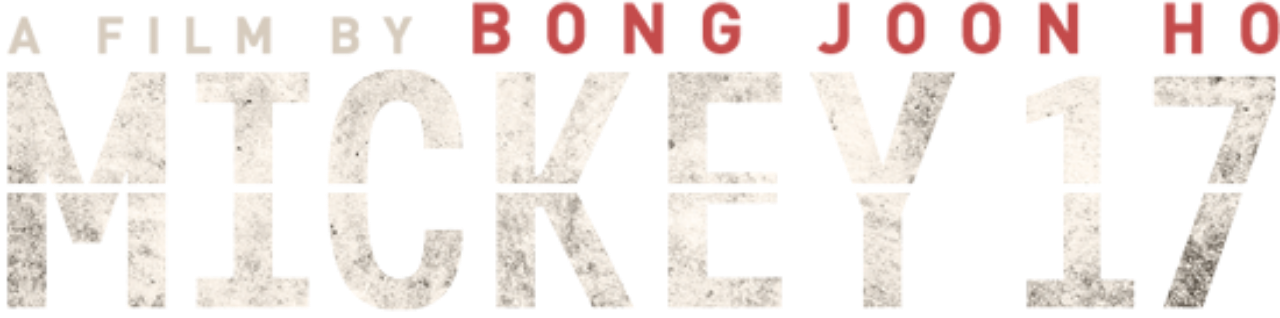
Logo do filme

Mickey 17 foi lançado nos cinemas dos Estados Unidos em 7 de março de 2025, pela Warner Bros Pictures. Estava originalmente programado para ser lançado em 29 de março de 2024. No entanto, foi retirado do cronograma de lançamento por tempo indeterminado em janeiro de 2024 devido à greve da SAG-AFTRA de 2023 e atrasos na pós-produção, com Godzilla x Kong: The New Empire sendo lançado nessa data, antes de o filme receber a data de lançamento para 31 de janeiro de 2025. Em março de 2024, foi anunciado que o filme seria lançado na Coreia do Sul em 28 de janeiro de 2025, três dias antes de seu lançamento mundial. Em novembro de 2024, foi anunciado que o filme seria adiado para 18 de abril de 2025. Um mês depois, foi anunciado que o lançamento seria antecipado para 7 de março de 2025, nos Estados Unidos. O filme estreou no 75.º Festival Internacional de Cinema de Berlim, em 15 de fevereiro de 2025, antes de ele ser lançado na Coreia do Sul em 28 de fevereiro de 2025, uma semana antes de seu lançamento mundial.
Em Portugal e no Brasil, o filme foi lançado em 6 de março de 2025.

## Recepção

#### Bilheteria
Na Coreia do Sul, o filme estreou em 28 de fevereiro de 2025 e registrou a maior estreia pós-pandemia da Warner Bros., arrecadando US$ 1,7 milhão e superando o recorde anteriormente estabelecido por The Batman (2022), estrelado por Robert Pattinson. No fim de semana de estreia, o longa faturou US$ 9 milhões.
Nos Estados Unidos e no Canadá, Mickey 17 tem uma previsão de bilheteria entre US$ 35 e 45 milhões em seu fim de semana de estreia, exibido em 3.770 cinemas. Para atingir o ponto de equilíbrio, o filme precisa arrecadar entre US$ 240 e 300 milhões mundialmente.

#### Resposta da crítica
No site agregador de críticas Rotten Tomatoes, 84% das 137 resenhas dos críticos são positivas, com uma classificação média de 7,3/10. O consenso do site afirma: "Mickey 17 marca o retorno de Bong Joon-ho à sua especialidade: uma ficção científica excêntrica com uma crítica social mordaz no centro, provando que nunca se pode ter Robert Pattinsons demais."
O Metacritic, que usa uma média ponderada, atribuiu ao filme uma pontuação de 74 em 100, baseado em 40 críticos, indicando críticas "geralmente favoráveis".
Robbie Collin, do The Daily Telegraph, deu ao filme 4 de 5 estrelas e destacou: "Como em grande parte do trabalho de Bong, sua abordagem versátil aos gêneros mantém o público atento. O filme oscila entre pastelão, absurdo e terror, muitas vezes dentro de uma única cena, como na recorrente visão de mais um clone de Pattinson caindo da impressora de carne com um som de flumph de salsicha."
Jacob Oller, do The A.V. Club, descreveu o filme como "Uma crítica de ficção científica desajeitada, prolixa e absurdamente divertida sobre o presente desumanizante em que vivemos."
Uma crítica menos entusiasmada veio de Richard Lawson, da Vanity Fair, que considerou o filme "uma decepção em relação a Parasita". Ele afirmou: "Talvez, se Bong tivesse se concentrado mais na ideia dos clones, explorando de forma mais profunda o tratamento destrutivo do mundo corporativo em relação aos trabalhadores, ele poderia ter alcançado algo impactante e até profundo. No entanto, ele acaba se encantando demais com suas criaturas estranhas e com piadas genéricas sobre tiranos mesquinhos obcecados por câmeras de TV. Com sua atenção dispersa, Mickey 17 se parece menos com uma nova declaração de um grande mestre e mais com um frenético doom scroll no TikTok que não leva a lugar nenhum."
Jocelyn Noveck, da Associated Press, deu ao filme 2 de 4 estrelas, dizendo que, embora a repetitiva morte do personagem de Pattinson seja um artifício narrativo interessante e um dos pontos altos da obra, "grande parte do filme se perde em um caos narrativo, exageros e excessos desnecessários."
Célio Silva, do G1, afirmou que o filme, uma mistura de ficção científica e crítica social, explora as relações humanas de forma inusitada. Segundo ele, Bong Joon Ho conduz a narrativa em um ritmo irregular, alternando entre momentos contemplativos e sátira política. O roteiro mescla política e religião, gerando humor por meio de figuras de autoridade desastradas, embora alguns personagens sejam pouco desenvolvidos. Silva também destaca o impressionante visual do filme, elogia a atuação de Robert Pattinson e ressalta que Steven Yeun não foi bem aproveitado na trama.